# Fannia ctenophora
Fannia ctenophora är en tvåvingeart som först beskrevs av Fan 1974.  Fannia ctenophora ingår i släktet Fannia och familjen takdansflugor. Inga underarter finns listade i Catalogue of Life.